# James Lipton
James Lipton (Detroit, 19 de septiembre de 1926-Manhattan, 2 de marzo de 2020) fue un escritor, compositor, actor y presentador de televisión estadounidense. Fue el decano emérito de la Actors Studio Drama School de Pace University en Nueva York. Fue además el productor ejecutivo, guionista y presentador del programa de televisión Inside the Actors Studio, que debutó en 1994. Gracias a su programa, fue nominado a 15 premios Emmy, y en 2007 recibió un Emmy por su trayectoria. 
Era también piloto y miembro de la Aircraft Owners and Pilots Association. Lipton obtuvo el grado de caballero de la Orden de las Artes y las Letras de Francia.

## Biografía

### Primeros años
Lipton nació en Detroit (Michigan), hijo de Betty Weinberg, profesora, y Lawrence Lipton, periodista de origen polaco. Su padre fue el autor del libro The Holy Barbarians, que tuvo una buena acogida dentro de la generación beat. En 1944, James Lipton se graduó de la Central High School en Detroit.

### Carrera
Uno de sus primeros papeles como actor fue el personaje Dan Reid, en el radioteatro de El llanero solitario. Lipton trabajó como guionista en varias series televisivas, como Another World, The Edge of Night, Guiding Light, Return to Peyton Place y Capitol. En 1951 actuó en la obra de teatro The Autumn Garden, de Lillian Hellman. Dos años después apareció en la película independiente The Big Break, dirigida por Joseph Strick.
Lipton escribió el musical de Broadway Sherry!, que estuvo basado en la obra The Man Who Came to Dinner de Moss Hart y George S. Kaufman. La música estuvo a cargo de Laurence Rosenthal. En 1968 publicó un libro titulado An Exaltation of Larks. Fue el productor ejecutivo de la gala de inauguración presidencial de Jimmy Carter, la primera en la historia en ser televisada. En 1983 publicó la novela Mirrors, que fue posteriormente adaptada en una película para televisión.
En 1994 debutó el programa de televisión Inside the Actors Studio, en el cual Lipton participa como guionista, productor y presentador. En cada episodio del programa hay un invitado diferente, ya sea un actor, director o guionista, que es entrevistado por Lipton acerca de su carrera. Lipton entrevistó a más de 250 personas en el programa. Inside the Actors Studio ha estado nominado a 15 premios Emmy.
Lipton actuó en la serie Arrested Development, donde interpretó al director de una prisión. Además, participó como actor de voz en la película animada Bolt, de Disney. En 2007 recibió un premio Emmy por su trayectoria.

## Vida personal
Lipton estuvo casado con la actriz Nina Foch entre 1954 y 1959. En 1970 volvió a contraer matrimonio, esta vez con Kedakai Turner.
Lipton falleció el 2 de marzo de 2020, a los 93 años, producto de un cáncer de vejiga.